# O Instituto: Revista científica e literária
O Instituto: Revista científica e literária, mais conhecido por O Instituto de Coimbra, foi um periódico, em geral anual, publicado pelo Instituto de Coimbra, entre 1852 e 1981.